# Koncert
Koncert — концертный альбом чешского исполнителя Яромира Ногавицы, вышедший в 1998 году.

## Об альбоме
Koncert записан в декабре 1997 г. в рамках тура в поддержку альбома Divné století. Тур начался 17 марта 1997 г. в Братиславе. Ногавица впервые выступал с группой музыкантов — так возник ансамбль Kapela, в который вошли музыканты чешской фолк-группы Nerez Вит Сазавский и Зденек Вржештял, а также Павел Планка, Владислава Хоржовска, Петра Пукавцова и Филип Елинек. Всего было сыграно 92 концерта в городах Чехии, Словакии и Польши, из них 35 сольных и 57 с ансамблем. Тур проходил настолько успешно, что осенью 1997 г. у музыкантов возникла идея записать концертный диск. Для записи были выбраны пять последних концертов тура в Братиславе (13 и 14 декабря), Чешских Будейовицах (15 декабря) и Праге (17 и 18 декабря).

## Список композиций
1. «Dokud se zpívá» — 3:04
2. «Těšínská» — 3:03
3. «Vlaštovko leť» — 2:17
4. «Zítra ráno v pět» — 2:41
5. «Přítel» — 3:47
6. «Jdou po mně jdou» — 3:07
7. «Zatímco se koupeš» — 3:12
8. «Fotbal» — 3:18
9. «Bláznivá Markéta» — 2:15
10. «Petěrburg» — 3:06
11. «Píseň psaná na vodu» — 2:43
12. «Mikymauz» — 3:42
13. «Děvenka Štěstí a mládenec Žal» — 3:18
14. «Moje malá válka» — 3:35
15. «Když mě brali za vojáka I.» — 0:43
16. «Až to se mnu sekne» — 3:56
17. «Když mě brali za vojáka II.» — 2:38
18. «Darmoděj» — 5:09
19. «Zatanči» — 1:56
20. «Muzeum» — 4:18
21. «Polámaný anděl touhy» — 3:13
22. «Cukrářská bossanova» — 4:15
23. «Kometa» — 2:59

## Участники записи
- Яромир Ногавица: вокал, гитара
- Владислава Хоржовска: скрипка, хор
- Петра Пукавцова: гобой, хор
- Филип Елинек: клавишные, тромбон
- Павел Планка: ударные
- Вит Сазавский: бас-гитара, скрипка, хор
- Зденек Вржештял: гитара, хор